# Fatal Fury (serie)
Fatal Fury (餓狼伝説 Garou Densetsu?, Leyenda del lobo hambriento) es una serie de videojuegos de lucha desarrollada por SNK . El primer juego de la serie fue lanzado en 1991 para la placa arcade Neo Geo.
A partir de Fatal Fury 3 los productores de la serie son Takashi Nishiyama y Hiroshi Matsumoto, quienes fueron los diseñadores del primer juego de Street Fighter. Matsumoto es también el creador de la serie Art of Fighting, que comparte el mismo universo ficticio con Fatal Fury.
El éxito de esta serie ha traído consigo un gran número de productos comerciales tales como películas de anime (dos OVAs y una película animada), mangas y muñecos articulados, entre muchos otros artículos.

## Sistema de juego
Los juegos de la serie Fatal Fury son videojuegos de lucha 1 vs 1, en los que el objetivo es reducir la barra de vida del oponente usando diferentes ataques y técnicas especiales. En el primer juego de la serie sólo era posible jugar con los personajes protagonistas, Terry Bogard, Andy Bogard y Joe Higashi; desde la segunda entrega es posible elegir a cualquier personaje.
La principal innovación de Fatal Fury es el sistema de combate en dos planos; los personajes pueden moverse en dos planos diferentes lo cual ello permitía esquivar ataques. Este sistema fue cambiando en diferentes juegos de la serie, en algunos es un sistema de esquivas momentáneas a un plano, un sistema de tres planos o un sistema sin planos en el que al intentar un cambio de plano el personaje salía herido. Algunas combinaciones de movimientos o movimientos especiales solo son posibles cambiando de plano.
Otro sistema presente en algunos juegos son los límites de escenario que pueden romperse, dependiendo del juego, un personaje que cae por los límites del escenario pierde la ronda actual o queda vulnerable a ataques enemigos.
Garou: Mark of the Wolves incorporó el sistema «Just Defend», un tipo de bloqueo especial que recupera vida, no afecta al desgaste del bloqueo y otorga ventaja para contraatacar.

## Argumento
El argumento de la serie Fatal Fury se centra en Terry Bogard. El primer juego de la serie se sitúa en la ciudad ficticia de South Town, Estados Unidos, llena de violencia y corrupción, en la que tiene lugar el torneo anual de lucha King of Fighters, organizado por el líder criminal Geese Howard. Hasta la participación de Terry en el torneo, nadie había conseguido vencer a Billy Kane, mano derecha de Geese. Después de la lucha final contra Geese, este cae desde lo alto de su rascacielos y asume que ha muerto.
Fatal Fury 2, cuenta cómo Wolfgang Krauser organiza otro torneo luchar contra el hombre derrotó a Geese, su medio hermano. Fatal Fury 3: Road to the Final Victory narra los intentos de Terry Bogard para evitar que Geese Howard obtenga unos pergaminos antiguos que le darán los poderes de un arte marcial perdido. El siguiente juego, Real Bout Fatal Fury, cuenta el enfrentamiento final entre Terry y Geese.
Garou: Mark of the Wolves ocurre diez años después del juego anterior y tiene como protagonista a Rock Howard, hijo de Geese Howard y adoptado por Terry Bogard, quien busca descubrir su pasado al entrar a un torneo de artes marciales. Fatal Fury: City of the Wolves cuenta lo ocurrido un año después de los eventos de Mark of the Wolves.

## Juegos
| Título                                  | Fecha de salida | Plataformas                                                                      |
| --------------------------------------- | --------------- | -------------------------------------------------------------------------------- |
| Fatal Fury: King of Fighters            | 1991            | Neo-Geo (AES/MVS/CD), Mega Drive, Super Nintendo                                 |
| Fatal Fury 2                            | 1992            | Neo-Geo (AES/MVS/CD), Mega Drive, Super Nintendo, PC Engine CD, Game Boy         |
| Fatal Fury Special                      | 1993            | Neo-Geo (AES/MVS/CD), Sega Mega-CD, Super Nintendo, PC Engine CD, Sega Game Gear |
| Fatal Fury 3: Road to the Final Victory | 1995            | Neo-Geo (AES/MVS/CD), Sega Saturn, Microsoft Windows                             |
| Real Bout Fatal Fury                    | 1995            | Neo-Geo (AES/MVS/CD), Sega Saturn, PlayStation                                   |
| Real Bout Fatal Fury Special            | 1997            | Neo-Geo (AES/MVS/CD), Sega Saturn, Playstation, Game Boy                         |
| Real Bout Fatal Fury 2: The Newcomers   | 1998            | Neo-Geo (AES/MVS/CD)                                                             |
| Garou: Mark of the Wolves               | 1999            | Neo-Geo (AES/MVS), Dreamcast, PlayStation 2                                      |
| Fatal Fury: Wild Ambition               | 1999            | Hyper Neo-Geo 64, PlayStation                                                    |
| Fatal Fury: First Contact               | 1999            | Neo Geo Pocket                                                                   |
| Fatal Fury: City of the Wolves          | 2025            | PlayStation 4, PlayStation 5, Xbox Series X\|S, Microsoft Windows                |

## Otros medios

### Anime

#### Fatal Fury: Legend of the Hungry Wolf
Fatal Fury: Legend of the Hungry Wolf (バトルファイターズ 餓狼伝説 Batoru Faitāzu Garō Densetsu?, Guerreros de batalla: leyenda del lobo hambriento) es un especial animado de televisión que se transmitió por primera vez el 23 de diciembre de 1992 en el canal Fuji TV.
Terry y Andy Bogard son los hijos de Jeff Bogard, un maestro del estilo de lucha Hakyokuseiken. Geese Howard, antiguo compañero de entrenamiento de Jeff bajo la tutela de Tung Fu Rue, es un conocido gánster, dueño de toda la ciudad de South Town. Un día, Jeff es asesinado ante sus hijos y su maestro, cuando trata de defender a un grupo de niños de los matones de Geese, siendo este quien le da el golpe de gracia. Los hermanos Bogard juran vengar su muerte y comienzan un viaje a través del mundo perfeccionando su estilo de lucha.
Diez años después, Terry Bogard regresa a la ciudad, ahí conoce a Joe Higashi y se reencuentra con Lily McGuire, su amor de la infancia que ahora es sirviente de Gesse. Terry y Andy se reúnen con Tung, para discutir la técnica secreta Senpuken, pero son atacados por espías de Geese.
Terry, Andy y Joe se inscriben en el torneo de artes marciales King of Fighters, organizado por Geese. Cuando se acercan los combates finales del torneo, Lily muere a manos de Geese después de ayudar a Terry, Andy y Joe a sobrevivir un intento de asesinato. Tung es herido mortalmente por Billy Kane y con sus últimas fuerzas enseña el Senpuken a Terry.
Andy y Joe se dirigen a luchar contra Geese y derrotan a sus guardaespaldas, pero son derrotados fácilmente por él. Terry aparece y vence a Geese usando el Senpuken. Después de vencer a su enemigo, Terry, Andy y Joe prometen volverse a encontrar un día para medir fuerzas.

#### Fatal Fury 2: The New Battle
Fatal Fury 2: The New Battle (バトルファイターズ 餓狼伝説2 Batoru Faitāzu Garō Densetsu 2?, Guerreros de batalla: Fatal Fury 2) es un especial animado de televisión, secuela de Fatal Fury: Legend of the Hungry Wolf. Se transmitió originalmente el 31 de julio de 1993 por el canal Fuji TV.
Wolfgang Krauser Von Strohëim localiza a Geese, su medio hermano, y burlándose le pregunta quién lo ha derrotado. Terry Bogard se encuentra trabajando en obras de construcción cerca de un muelle y Kim Kaphwan aparece para pedirle un duelo con él. Terry es acompañado por Tony, un niño del muelle que lo admira, cuando es derrotado por Krauser de una manera tan decisiva que pierde todas las ganas de luchar.
Joe Higashi y Andy Bogard se enteran de lo ocurrido y deciden encontrarse con Terry. Terry cae tan bajo que termina en la cárcel, pero gracias a la ayuda de Joe y Tony recupera su deseo de luchar para enfrentarse nuevamente a Krauser. Terry logra derrotar a Krauser, quien no puede cargar con el peso de su derrota y se suicida.

#### Fatal Fury: The Motion Picture
Fatal Fury: The Motion Picture (餓狼伝説 THE MOTION PICTURE Garō Densetsu: The Motion Picture?, Leyenda del lobo hambriento: la película) es una película animada estrenada en Japón el 16 de julio de 1994.
El joven Laocorn Gaudemus y su grupo de esbirros buscan por todo el mundo la Armadura de Marte y su hermana gemela, Sulia Gaudemus, acude a pedir ayuda a Terry Bogard, quien junto a Andy Bogard, Joe Higashi y Mai Shiranui intentarán detener a Laocorn y evitar una catástrofe global. Terry y los demás enfrentan a los sirvientes de Laocorn, que son capaces de manejar técnicas basadas en los elementos de agua, aire y fuego.

## Juegos en donde aparecen los personajes de Fatal Fury
| - Art of Fighting 2 - Capcom vs. SNK: Millennium Fight 2000 - Capcom vs. SNK: Millennium Fight 2000 Pro - Capcom vs. SNK 2: Mark of the Millennium 2001 - Nettou Garou Densetsu 2 - Nettou REAL BOUT Garou Densetsu Special - Nettou The King Of Fighters '96 - Quiz King of Fighters - Ultimate 11 - SNK Gals' Fighters - SNK Heroines: Tag Team Frenzy - SNK vs. Capcom: Card Fighters Clash - SNK vs. Capcom: Card Fighters 2: Expand Edition - SNK vs. Capcom: Match of the Millennium - SVC Chaos: SNK vs. Capcom - Neo Geo Battle Coliseum - The King of Fighters '94 | - The King of Fighters '95 - The King of Fighters '95 (Game Boy Version) - The King of Fighters '96 - The King of Fighters '97 - The King of Fighters '98: The Slugfest - The King of Fighters '99: Millennium Battle - The King of Fighters 2000 - The King of Fighters 2001 - The King of Fighters 2002: Challenge to the Ultimate Battle - The King of Fighters 2003 - The King of Fighters Neowave - The King of Fighters XI - The King of Fighters XII - The King of Fighters XIII - The King of Fighters XIV - The King of Fighters XV | - The King of Fighters Maximum Impact - The King of Fighters Maximum Impact 2 - The King of Fighters Maximum Impact Regulation A - The King of Fighters: Battle De Paradise - The King of Fighters EX: Neo Blood - The King of Fighters EX2: Howling Blood - The King of Fighters: Kyo - The King of Fighters R-1 - The King of Fighters R-2 - Dead or Alive 5 - Dead or Alive 6 - TEKKEN 7 - Super Smash Bros. Ultimate - Fall Guys - Arena of Valor - Street Fighter 6 |